# Урсалівка
Урса́лівка — село в Україні, в Броварському районі Київської області. Населення становить 20 осіб. Входить до складу Згурівської селищної громади.

## Історія
- 1781 року хутір Урсалівський мав 8 хат, 1787 року тут мешкало 29 осіб.

- Хутір є на мапі 1812 року.[1]

- Станом на 1859 рік козацький хутір Урсалівка налічував 17 дворів та 116 мешканців.[2]

На мапі Шуберта 1869 року - хутір Урсівка на 28 хат.
1912 - на хуторі проживало 296 осіб.